# Torraccia
Torraccia è una curazia (frazione) della Repubblica di San Marino che appartiene al castello di Domagnano.

## Geografia fisica
Sorge ad est di Domagnano a 250-300 m s.l.m.
Gli abitanti sono non più di 150 e non esiste nessun'attività commerciale.

## Storia
Nel Medioevo, sulla cima del "Montelupo", dove adesso c'è una piccola chiesetta, esisteva una torre di avvistamento costruita dai Longobardi. Questa torre è raffigurata sullo stemma del castello di Domagnano.

## Infrastrutture e trasporti
È presente, inoltre, in località Montelupo, un'aviosuperfice gestita dall'A.C.S. (Aeroclub San Marino) che si estende per circa 630 metri. I cittadini però sono contrari all'estensione di altri 400 metri della pista (previsti dal PRG, Piano Regolatore Generale)(scaduto da tempo), per arrivare ad un totale di 900-950 metri.

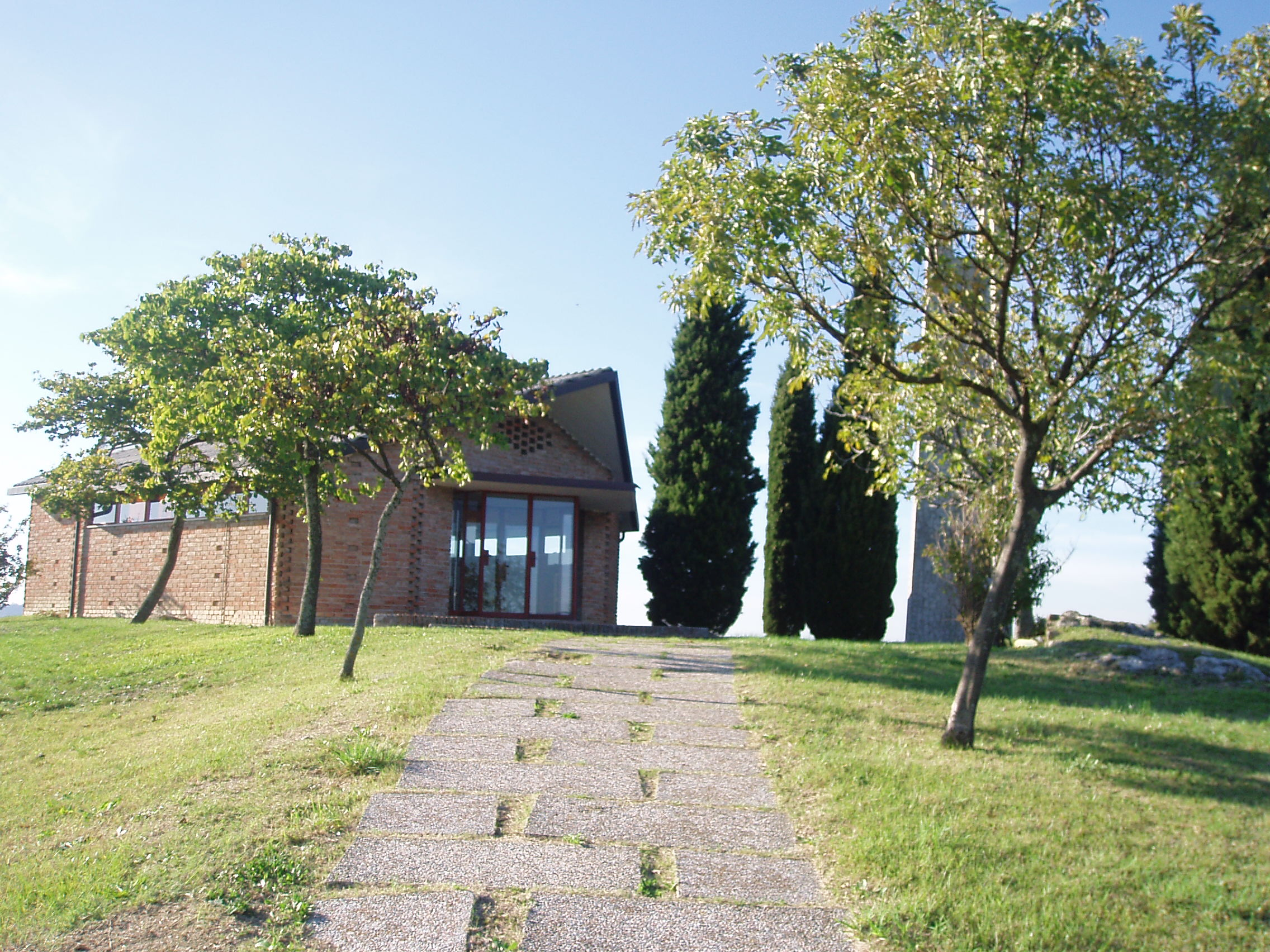
La chiesa di Torraccia

## Manifestazioni
Nell'ultimo weekend di agosto, inoltre, si tiene la Festa di Torraccia, una festa di quattro giorni con torneo di briscola, orchestre, stand gastronomici, lotteria di beneficenza e soprattutto uno spettacolo pirotecnico, organizzata dalla Cooperativa Montelupo, una cooperativa composta dai cittadini di Torraccia.